# Ischnotoma problematica
Ischnotoma problematica är en tvåvingeart som först beskrevs av Alexander 1945.  Ischnotoma problematica ingår i släktet Ischnotoma och familjen storharkrankar. Inga underarter finns listade i Catalogue of Life.